# سلمان‌آباد (پارس‌آباد)
سلمان‌آباد یک منطقهٔ مسکونی در ایران است که در بخش اسلام‌آباد واقع شده‌است. براساس سرشماری مرکز آمار ایران در سال ۱۳۹۵، سلمان‌آباد ۵۱ نفر جمعیت دارد.